# کرایسیس ۲
کرایسیس ۲ (به انگلیسی: Crysis 2) یک بازی ویدئویی علمی-تخیلی در سبک تیراندازی اول شخص است که توسط کرای‌تک توسعه یافته و به‌وسیلهٔ شرکت الکترونیک آرتس در مارس سال ۲۰۱۱، برای مایکروسافت ویندوز، اکس‌باکس ۳۶۰، و پلی‌استیشن ۳ منتشر شده‌است. این بازی دومین قسمت در سری کرایسیس و ادامه بازی‌های کرایسیس و کرایسیس وارهد می‌باشد. قهرمان داستان قسمت دوم پا به شهر نیویورک می‌گذارد. در کرایسیس ۲ بازی‌کننده‌ها با لباس‌های مخصوص نانوسویت ۲ به جنگ مهاجمان بیگانه می‌روند. برای ساخت قسمت‌هایی از بازی از فیلم‌های من افسانه هستم و پس‌فردا نیز الهام گرفته شده‌است.

## داستان
خط داستانی کرایسیس ۲ در حدود سه سال پس از ماجراهای قسمت اول و در سال ۲۰۲۳ میلادی اتفاق خواهد افتاد. بعد از فعال شدن موجودات فضایی و حمله آنان به ارتش آمریکا در یکی از جزایر فیلیپین در شماره اول، حال آنان حملات خود را گسترش داده و به شبه جزیره منهتن از توابع شهر نیویورک ایالات متحده آمریکا رسیده‌اند. حال ارتش تمام کشورهای جهان به حالت آماده باش یا در حال جنگ با این موجودات هستند.

## نانو سویت ۲
در شمارهٔ دوم این بازی لباس شخصیت اصلی که در شمارهٔ نانو سویت نام داشت به نانو سویت ۲ ارتقا پیدا می‌کند. این لباس قدرت‌های «سرعت و قدرت» نانو سویت ۱ را با هم ادغام کرده و یک گزینه به نام قدرت آورده‌است. از قابلیت‌های دیگر این لباس به ارتقا سطح بینایی و شنوایی بازی‌کننده اشاره کرد که فرد به راحتی می‌تواند دشمن‌ها را از پشت دیوار یا از فاصلهٔ بسیار دور ببیند یا صداها را از به‌طور کاملاً واضح از چند صد متر دورتر بشنود. این لباس همچنین دارای قابلیت به روز رسانی (آپگرید) نیز است که فرد بنا به سلیقهٔ خود می‌تواند آن را با استفاده از ماده‌هایی که از کشتن بیگانگان نژاد سف بدست می‌آورد کامل‌تر کند.

## ریمستر
کرایسیس ۲ ریمستر یک نسخه ریمستر شده، پس از مراحل کرایسیس ۱ ریمستر است و در ۲۱ مه ۲۰۲۱ معرفی شد.این برای نینتندو سوئیچ، پلی‌استیشن ۴، اکس‌باکس وان و مایکروسافت ویندوز در ۱۵ اکتبر ۲۰۲۱ منتشر شد، هر سه بازی‌ها یک بسته شامل کرایسیس ۱ ریمستر و کرایسیس ۲ ریمستر و کرایسیس ۳ ریمستر می‌شود که با نام کرایسیس سه‌گانه ریمستر منتشر شد.این نسخه از این بازی با سابر اینتراکتیو توسعه یافته‌است و توسط کرای‌تک منتشر شده‌است.